# Michaela Doležalová
Michaela Doležalová (* 22. března 1970 Městec Králové) je česká divadelní, televizní a filmová herečka.

## Životopis
Vystudovala gymnázium v Poděbradech. Po neúspěšných přijímacích zkouškách na Divadelní fakultu Akademie múzických umění (DAMU) pracovala jako učitelka základní školy. Poté se na DAMU dostala a absolvovala v roce 1994 katedru alternativního divadla. Jejími spolužáky byli např. Pavel Tesař, Jan Vondráček, Peter Varga, Ivana Lokajová, Lenka Veliká a jiní.
Po ukončení dlouholetého divadelního angažmá se profesionálně věnuje doučování matematiky žáků ZŠ a SŠ.

## Divadlo
Celý ročník DAMU po absolutoriu společně s režisérem Janem Bornou přesídlil do nově vzniklého Dejvického divadla, kde působili 4 sezóny. Poté se v roce 1996 přesunuli do Divadla v Dlouhé. Angažmá v tomto divadle ukončila v roce 2022. 

### Významné divadelní role
- Amberville - Plyšoví gansteři (premiéra 2023, režie: Jan Jirků, Divadlo v Dlouhé)
- Nebe – peklo (premiéra 2019, režie: Jakub Krofta, Divadlo v Dlouhé)
- Romeo, Julie a tma (premiéra 2019, režie: Hana Burešová, Divadlo v Dlouhé)
- Racek (premiéra 2017, režie: SKUTR, Divadlo v Dlouhé)
- S úsměvy idiotů (premiéra 2015, režie: Jan Borna, Divadlo v Dlouhé)
- 407 gramů z Bohumila Hrabala (role: kuchařka z hospody, premiéra 2014, režie: Jan Borna, Divadlo v Dlouhé)
- O líné babičce (premiéra 2013, režie: Jan Borna, Divadlo v Dlouhé)
- Mnoho povyku pro nic (role: chůva, premiéra 2014, režie: Hana Burešová, Divadlo v Dlouhé)
- Kabaret Kainar-Kainar (premiéra 2012, režie: Jan Borna, Divadlo v Dlouhé)
- Naši furianti (role: Terezka Fialová premiéra 2011, režie: Jan Borna, Divadlo v Dlouhé)
- Momo a zloději času (role: Momo, premiéra 2009, režie Jiří Havelka, Divadlo v Dlouhé)
- Lékař své cti (role: Jacinta, premiéra 2009, režie: Hana Burešová, Divadlo v Dlouhé)
- Ženy a panenky (premiéra 2008, režie: Arnošt Goldflam, ANT Production Praha)
- Vějíř s broskvovými květy (premiéra 2008, režie: J. A. Pitínský, Divadlo v Dlouhé)
- Oněgin byl rusák (role: Jiřinka Krsická a jiné, premiéra 2008, režie: Jan Borna, Divadlo v Dlouhé)
- Faidra (role: chór, premiéra 2007, režie: Hana Burešová, Divadlo v Dlouhé)
- Maškaráda čili Fantom opery (role: Maja, baletka, premiéra 2006, režie: Hana Burešová, Divadlo v Dlouhé)
- Lhář (role: Colombina, premiéra 2005, režie: Hana Burešová, Divadlo v Dlouhé)
- Kabaret Prévert-Bulis (premiéra 2005, režie: Jan Borna, Divadlo v Dlouhé)
- Hrdina západu (role: Zuzana Bradyová, premiéra 2004, režie: Janusz Klimsza, Divadlo v Dlouhé)
- Komedie s čertem (premiéra 2004, režie: Jan Borna, Divadlo v Dlouhé)
- Mokré písně z Dlouhé (premiéra 2002, režie: Jan Borna, Divadlo v Dlouhé)
- Běsi (role: Marja Timofejevna, premiéra 2002, režie: Hana Burešová, Divadlo v Dlouhé)
- Sestra Úzkost (role: Smrt, premiéra 2000, režie: J. A. Pitínský, Divadlo v Dlouhé)
- Kabaret Richard Weiner (premiéra 1998, režie: Arnošt Goldflam, Divadlo v Dlouhé)
- Malá čarodějnice (role: Malá čarodějnice, premiéra 1998, režie: Zoja Mikotová, Divadlo v Dlouhé)
- Velkolepý paroháč (role: Kornélie, premiéra 1998, režie: Hana Burešová, Divadlo v Dlouhé)
- Kouzelný vrch (role: Ellen Brandová, premiéra 1997, režie: J. A. Pitínský, Divadlo v Dlouhé)
- Tango (role: Ala, premiéra 1997, režie: Jan Borna, Divadlo v Dlouhé)
- Konec masopustu (premiéra 1997, režie: Hana Burešová, Divadlo v Dlouhé)
- Škola základ života (role: Marta Nováková, premiéra 1996, režie: Hana Burešová, Divadlo v Dlouhé)
- Kvas krále Vondry XVI. (role: Cimfrlína, premiéra 1996, režie: Arnošt Goldflam, Divadlo v Dlouhé)
- Rovnováha (premiéra 1996, režie: Arnošt Goldflam, Dejvické divadlo)
- Sněhová královna (premiéra 1995, režie: Biljana Golubič, Dejvické divadlo)
- Petrák-Hrbatý, Makarov, Petersen, Idy Markovny, Gnom a další (premiéra 1993, režie: Arnošt Goldflam, Dejvické divadlo)
- Obrazy Pietra Breughela aneb Život člověka (premiéra 1993, režie: Jan Schmid, Dejvické divadlo)
- Spoonriverská antologie (premiéra 1993, režie: Jakub Krofta, Dejvické divadlo)
- Diamant velký jako Ritz (premiéra 1993, režie: Michael Čech, Dejvické divadlo)
- Androkles a lev (role: Lev+Říman, premiéra 1992, režie: Lucie Bělohradská, Divadlo v Řeznické Praha)
- Franz K. (role: sestra, premiéra 1992, režie: Jan Schmid, Divadlo Franze Kafky Praha)

## Televizní role
Ještě před započetím studií na DAMU hrála v několika televizních inscenacích převážně v režii Aloise Müllera v ostravské televizi. Výrazná byla její role mladistvé delikventky v televizním seriálu Advokát ex offo. Objevila se v několika dalších seriálech (např. Život na zámku, Zázraky života, Vraždy v kruhu, Pustina, Odznak Vysočina aj.). Na televizních obrazovkách se objevuje především v televizních záznamech divadelních inscenací Divadla v Dlouhé (Lhář, Faidra, Běsi, Maškaráda čili Fantom opery, Naši furianti…).

## Filmové role
Epizodní roli získala ve filmu Karla Kachyni Blázni a děvčátka (1989). V roce 2019 na sebe výrazněji upozornila rolí mlynářky v opusu Václava Marhoula Nabarvené ptáče.